# Umling La
Umling La ist ein Gebirgspass im Distrikt Ladakh im Nordwesten Indiens und gehört zu den höchsten befahrbaren Gebirgspässen der Erde.

## Lage und Geschichte
Der Umling La hat eine Höhe von 5798 Metern (19024 ft) und ist der höchste befahrbare Pass der Welt. Damit liegt er höher als das Basislager des Mount Everest. Von der Hauptstadt Leh ist der Pass etwa 300 km entfernt. Die Straße wurde von der Border Roads Organisation (BRO) gebaut und 2017 eröffnet. Für die Arbeiter musste die BRO für den Bau der Straße eine spezielle Schulung geben, um sich auf dieser Höhe zu akklimatisieren. Auch mussten die Arbeiter regelmäßig in tiefere Lagen, um sich zu erholen. Der Pass verbindet auf 54 km die Dörfer Chisumle und Demchok. Für ausländische Touristen ist die Straße gesperrt, da sie in die Region Aksai Chin führt und dort in das umstrittene Grenzgebiet der Line of Actual Control hineinreicht. 
Von Leh aus geht es am Indus entlang, über Upshi und Chumatang nach Hanle, am gleichnamigen Fluss Hanle entlang. Von Hanle geht es über den Militärpunkt Ukdungle auf meist noch unbefestigter Straße auf den Pass. Der Weg nach Demchok ist meist vom Militär gesperrt. Dann ist auch für inländische Touristen kein Weiterkommen mehr. Von Hanle ist es auch möglich über den Photi La, mit 5524 m kaum weniger hoch, auf den Umling La zu gelangen.